# Operace Ben Ami

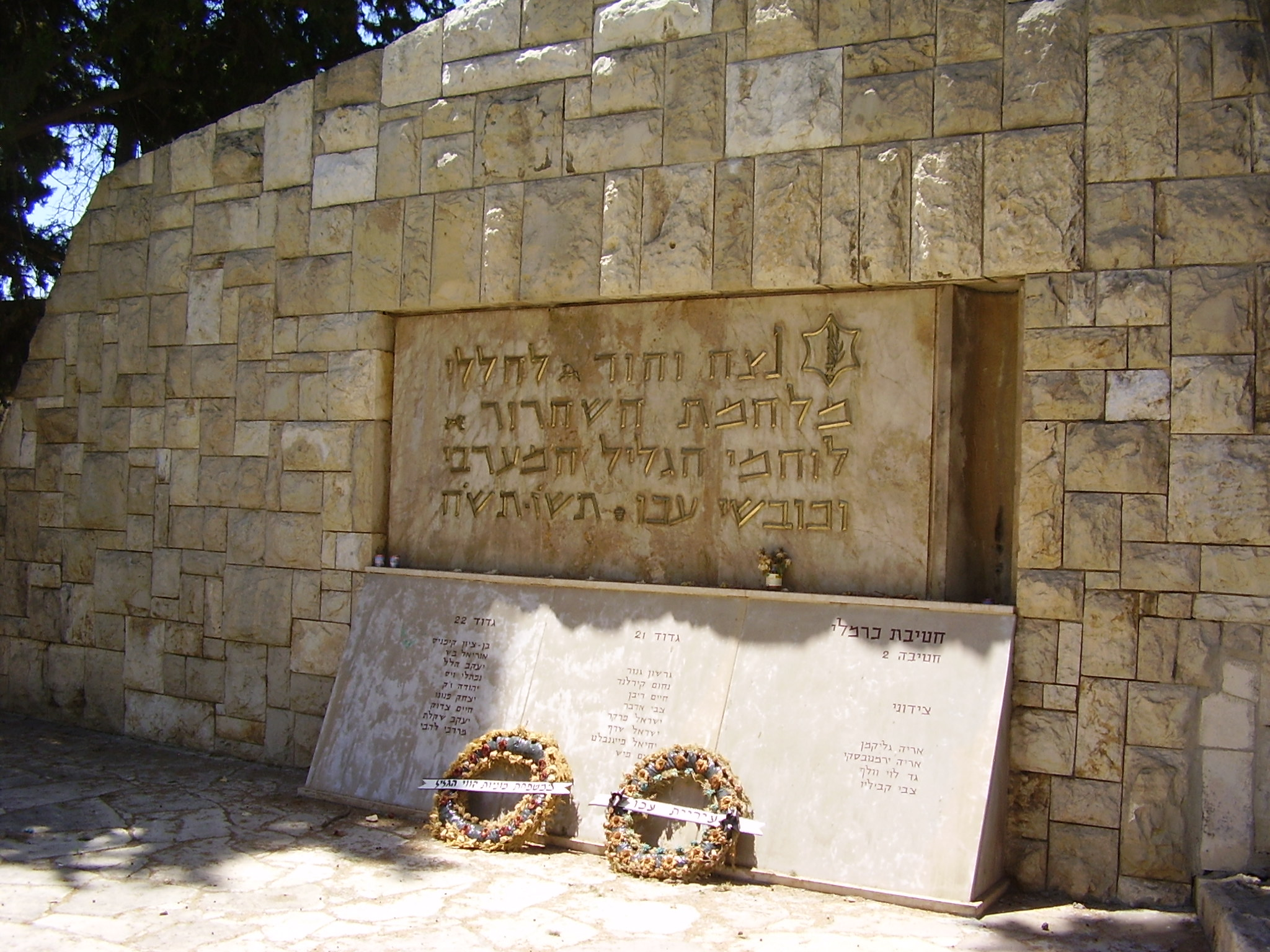
Válečný památník ve městě Akko

Operace Ben Ami (hebrejsky: מבצע בן עמי‎, mivca Ben Ami) byla vojenská akce provedená na jaře 1948, v době konce britského mandátu nad Palestinou a počátku státu Izrael židovskými jednotkami Hagana, jejímž výsledkem bylo dobytí západní části Galileje včetně přilehlého úseku pobřežní planiny s městem Akko.

## Dobové souvislosti
V listopadu 1947 přijala OSN plán na rozdělení Palestiny. Podle tohoto plánu měl být britský mandát nad Palestinou nahrazen dvěma samostatnými státy: židovským a arabským. Plán předpokládal začlenění celé západní Galileje včetně pobřeží do arabského státu. Zdejší židovská sídla se tak měla ocitnout pod arabskou vládou. 
V důsledku emocí předcházejících konci britského mandátu se v Palestině v letech 1947-1948 rozpoutala občanská válka mezi Židy a Araby, která se v měsících a týdnech před koncem mandátu zostřovala a kromě izolovaného násilí a teroristických útoků nabývala ráz konvenční války, aby po 14. květnu 1948 přešla v první arabsko-izraelskou válku.
V složité situaci se ocitly zejména židovské osady ve vnitrozemí. Kibuc Jechi'am byl od počátku roku 1948 obléhán Araby. 20. ledna 1948 napadlo kibuc přes 400 arabských ozbrojenců a osm obránců osady bylo zabito. Další útok se podařilo osadníkům odrazit 9. března. Padli tehdy tři Arabové. Koncem března 1948 se pokusil blokádu Jechi'amu prolomit židovský konvoj vyslaný z pobřežní nížiny. Byl ale 28. března napaden Araby a 47 Židů padlo.
Obléhána byla i hraniční osada Chanita nebo vesnice Macuva.

## Průběh operace
Operace Ben Ami byla pojmenována podle Ben Ami Pachtera (בן עמי פכטר‎), který vedl neúspěšný židovský konvoj do Jechi'amu a padl při jeho napadení Araby.
Provedla ji Brigáda Karmeli, jež byla součástí jednotek Hagana (předchůdkyně Izraelských obranných sil). Koncem dubna 1948 ovládli Židé Haifu a jejich vojenská situace se zlepšila. 13. května 1948 začala vlastní operace Ben Ami. Židé zaútočili na pobřežní oblasti západní Galileje a zároveň na město Akko. Dobytí Akka provedly jednotky, které se vylodily v prostoru vesnice Šavej Cijon severně od Akka. Obsadily pak strategicky významný pahorek takzvaný Napoleonův pahorek východně od tohoto města (roku 1799 se odtud Napoleon Bonaparte neúspěšně snažil o dobytí Akka). 17. května 1948, po několikahodinovém ostřelování, město Akko kapitulovalo. V následujících dnech pokračovala židovská ofenzíva v horských oblastech západní Galileje.
Výsledkem operace Ben Ami bylo začlenění celé západní Galileje do státu Izrael. V důsledku vojenského vítězství židovských sil došlo v tomto regionu k exodu části místního arabského obyvatelstva. Ve městě Akko a v dalších několika lokalitách, ale zůstala část arabského obyvatelstva zachována. 